# 河野通文
河野 通文（こうの みちふみ、1950年1月8日 - ）とは日本中央競馬会美浦トレーニングセンターに所属していた調教師である。愛媛県出生、岐阜県出身。

## 来歴・人物
1950年、愛媛県北宇和郡松野町にて出生。外科医として医療に携わる一方で武道を嗜んでいた父の影響から、小中学校時代より柔剣道部で活動し、高校に進学したときも空手部に所属という武道少年であった。
やがて上京し、神奈川県藤沢にある日本大学農獣医学部へと進学。ここでも空手部に籍を置いたが、父と違い酒を受け付けない体質のため、部活のあとに無理強いされる酒が飲めず、わずか数か月で退部し古武道部へと移る。古武道部はのちに上司となる西塚安夫が創部し初代主将を務めていた部であり、のちに河野は同部の2代目主将に抜擢されている。
4年生となり卒業を間近に控えた河野であったが就職活動をすることはなく、大学卒業後に同期生や先輩仲間達とハワイに渡ってハイビスカスの栽培を手がける事業を拓くつもりであったが、アメリカの景気悪化により断念。その後部活動の先輩である西塚の実家が経営する牧場勤務を勧められ、北海道へと渡る。新冠町にある西塚の育成牧場に1年ほど身を寄せた河野はそこで調教助手の資格を取得、安夫の父である西塚十勝調教師のもとで働くこととなった。
1973年春、ふたたび東京へと戻ったが、その3年後の1976年春、「馬社会の一種独特な世界に自分が馴染めなかった」と職を辞し、馬とは無縁の仕事に就く。仕事を半ばで放り投げ、父より勘当を言い渡された。馬から離れた期間は3年、この間岐阜でトラック運転手や建設関連の職を転々とする。
「外に出てみないとわからない馬社会のよさ」をこの間で再認識した河野は1979年の春、多くの関係者から失笑を浴びながらふたたび馬世界に身を投じたが、このとき「戻った以上絶対に調教師になろう」という決意が自身の中で固まっていたという。離職に伴い失効していた調教助手の免許をふたたび得て、元石孝昭厩舎の調教助手を経て1987年に西塚安夫厩舎に移籍。1990年、5度目の挑戦で調教師免許を取得した。
1991年に美浦トレーニングセンターで厩舎開業。初出走を3月9日、初勝利を同年9月29日アサカリジェントで記録、のべ47頭目であった。アサカリジェントは1992年の弥生賞を勝ち、重賞初勝利も記録している。開業初年度こそ3勝と奮わなかった河野厩舎は以後年間2桁勝利を維持し続け、重賞勝利馬も輩出。また優秀調教師賞を複数回受賞するなど関東の有力厩舎として活動を続けた。
ダービーステークス優勝ジョッキーでもあるアラン・ムンロ (Alan Munro) が1994年に短期免許で日本へ来た際に身元引受人となった。ムンロは、学生時代に古武道経験がある河野に武道の手ほどきを受けて以来、マーシャルアーツなどの格闘技に夢中になったといわれる。
2008年8月より、自身と厩舎の公式ブログを開設。ブログでは比較的率直な言動が目立ち、例えば2009年3月にはフィフスペトルの弥生賞回避を巡り、同馬を管理する加藤征弘調教師が「三浦の調教ミスで回避を余儀なくされた」と当初メディアに発表したことに対して「三浦の調教は指示通りの内容だった」と反論。また美浦トレセンでの春闘に対しても「全く世相を理解していない」と組合側を批判したりもした。また当時の弟子の三浦との交際が報道されたタレント・ほしのあきに対しても激しく批判した。同時に三浦にもこの件を叱責した（なお三浦は2011年9月25日にほしのと結婚している）。
このような率直な言動に対しては、水上学が「ブログで書くべきことではない」「馬券を買う立場のファンが、疑心暗鬼になる」と批判するなど、一部で発言を諌める動きもあったが、本人は「主催者のJRAしかり、厩舎対騎手、オーナー対厩舎の関係など、それら全て（全ては言い過ぎかもしれませんが）も知って頂いた上で尚且つ競馬を愛し、競走馬を愛し、好きな騎手を何卒愛し、大きな気持ちで受け止めて頂いた上で、観戦して頂く事が私の衷心からの望みであります。」として、以後も積極的に情報を公開していく姿勢を示していた。
2011年9月26日、暴力団関係者との交流を理由に、日本中央競馬会競馬施行規程第53条第6号の規定に基づいて、調教師の免許を取り消された。河野自身は相手が暴力団関係者との認識はなかったと反論しており、法的手段に訴えると発言している。管理していた競走馬は藤原辰雄厩舎に一時転厩となった。また所属騎手の江田勇亮は同日付でフリーとなった。
免許取り消し処分後、会員制競馬情報サイトを開設したが、現在はサイトは閉鎖されている。
2012年12月31日、東京スポーツの取材で当時の事件についてや近況を語っている。

## 調教師成績
|            | 日付           | 競馬場・開催  | 競走名               | 馬名               | 頭数 | 人気 | 着順 |
| ---------- | -------------- | ------------- | -------------------- | ------------------ | ---- | ---- | ---- |
| 初出走     | 1991年3月9日   | 2回中山5日12R | 5歳上500万下         | サンライトジャパン | 15頭 | 13   | 11着 |
| 初勝利     | 1991年9月29日  | 4回中山8日2R  | 3歳新馬              | アサカリジェント   | 10頭 | 3    | 1着  |
| 重賞初出走 | 1991年11月17日 | 5回東京6日11R | アルゼンチン共和国杯 | フミヒサ           | 16頭 | 12   | 14着 |
| 重賞初勝利 | 1992年3月8日   | 2回中山4日11R | 弥生賞               | アサカリジェント   | 9頭  | 6    | 1着  |
| GI初出走   | 1992年4月19日  | 3回中山8日10R | 皐月賞               | アサカリジェント   | 17頭 | 2    | 3着  |
| GI初勝利   | 2005年6月5日   | 3回東京6日11R | 安田記念             | アサクサデンエン   | 18頭 | 7    | 1着  |

### 主な管理馬
- アサカリジェント（1992年弥生賞）
- マイネルキャッスル（1992年京成杯3歳ステークス）
- センゴクシルバー（1994年ダイヤモンドステークス）
- セイリューオー（1996年札幌3歳ステークス）
- ゲイリーファンキー（1999年新潟3歳ステークス）
- トラストファイヤー（2001年ラジオたんぱ賞）
- フサイチランハート（2002年アメリカジョッキークラブカップ）
- ミデオンビット（2003年七夕賞）
- フォーカルポイント（2004年京成杯）
- アサクサデンエン（2005年京王杯スプリングカップ・安田記念）
- ビッグロマンス（2010年全日本2歳優駿）

### 表彰歴
1993年、1995年、1998年、1998年、2000年において優秀調教師賞（関東）受賞。

## 主な厩舎所属者
※太字は門下生。括弧内は厩舎所属期間と所属中の職分。
- 菊池憲太（1999年 - 2001年、2008年 - 2009年 騎手）
- 吉永護（2004年 - 2005年 騎手）
- 三浦皇成（2008年 - 2009年 騎手）
- 江田勇亮（2010年 - 2011年 騎手）

## 著書
- 『馬見る力』双葉社、2012年、ISBN 9784575304886